# Cruiser and Transport Force

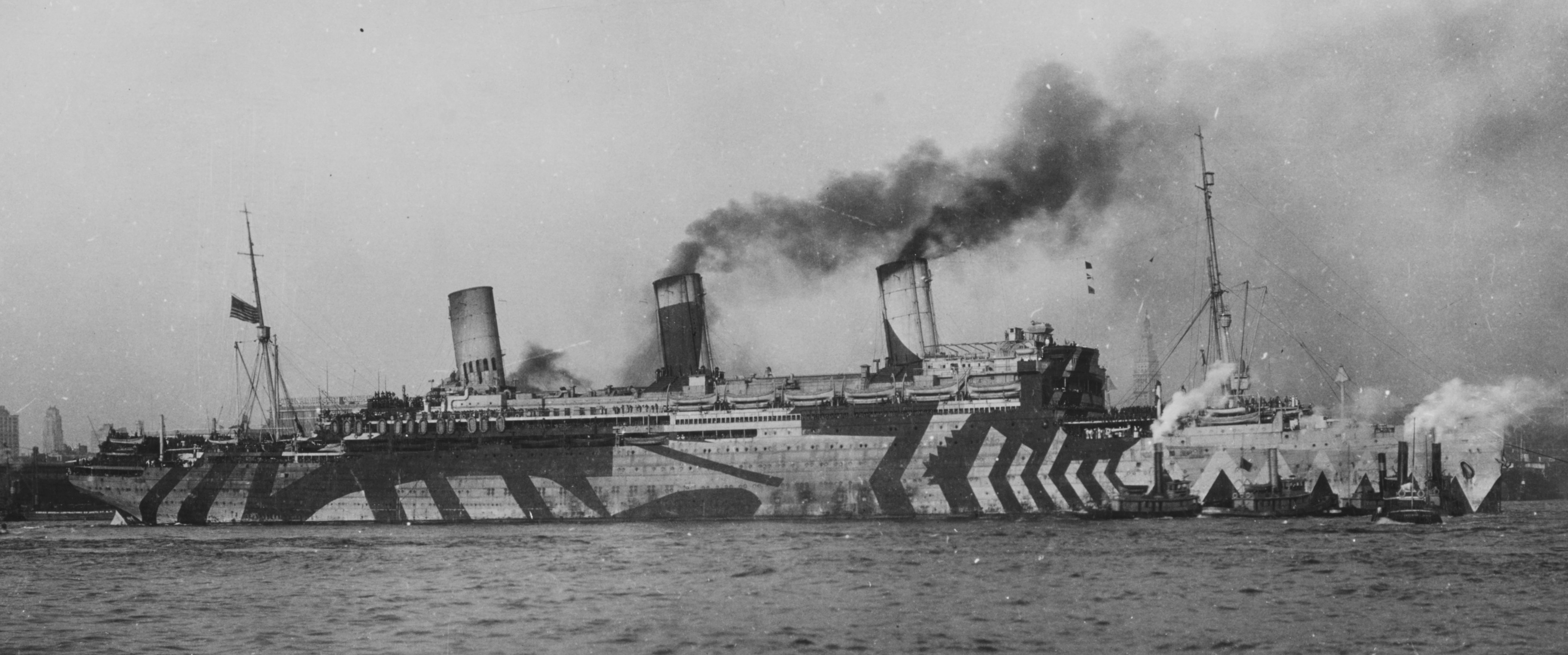
Le Leviathan peint d'un camouflage Dazzle. À l’origine, il appartenait à la société allemande Hamburg America Line.

La Cruiser and Transport Force ou Cruiser and Transport Service est une unité de l'United States Atlantic Fleet pendant la Première Guerre mondiale, responsable du transport de soldats américains et de matériel vers la France.

## Historique
Le 29 mai 1917, le Real admiral Albert Gleaves, commandant la force de destroyers de la flotte de l’Atlantique, reçoit formellement l'ordre d'organiser le premier convoi de transport de troupes américain à destination de la France.
Pour transporter la American Expeditionary Force en France, le Département de la Marine des États-Unis disposait en propre, en tout et pour tout, le 1er juillet 1917, de sept navires de transport de troupes et de six navires marchands, soit 94 000 t.
Un total de 17 navires (dont les transports dépendent du Army Transport Service) transportant 14 000 soldats de la 1re division d'infanterie et du 5e régiment de Marines divisé en quatre groupes selon leur vitesse (13, 14 et 15 nœuds) fut rassemblé pour ce convoi jaugeant 130 000 tons qui part le 17 juin 1917 du port de New York protégé durant son parcours par quatre flottille de six destroyers chacun. Le 25 juin, il arrive dans la couverture aéronavale française et accoste à Saint-Nazaire entre le 26 et 28 après avoir évité les Unterseeboot.
Le 16 juillet 1917, sur le trajet de retour, Gleaves reçoit officiellement le commandement de la Cruiser and Transport Force incluant les destroyers américains qui ne sont pas assignés dans les eaux européennes. Elle est constituée alors de 24 croiseurs et 42 transports ayant un équipage de 3 000 officiers de marine et 42 000 marins.
Constituée au total de 143 vaisseaux dont plusieurs dizaines de pays alliés ou saisi à l'Empire allemand et l'Autriche-Hongrie lors de l'entrée en guerre des États-Unis, représentant 3 250 000 t, elle assura le transport de 911 000 soldats en France (un million d’autres le furent par la Marine britannique) ainsi que 8 700 000 tonnes de matériel.
Les convois de troupes américaines pour l’Europe furent si bien défendus qu’il n’y eut à déplorer aucune perte de navires chargés de troupes, hors un paquebot britannique parti du Canada. Un total de six transports furent coulés, dont quatre sur le chemin du retour, coutant 300 vies.
Le navire ayant transporté le plus de passagers fut le USS Leviathan (ex Vaterland) avec 110 591 soldats américains transportés vers la France et l'Angleterre en date de l'Armistice avec un record de 10 860 passagers lors d'une des dix traversées.

## Composition
Au premier juillet 1918, la Cruiser and Transport Force était composée des navires suivant :

### Cruiser Force

#### Squadron One

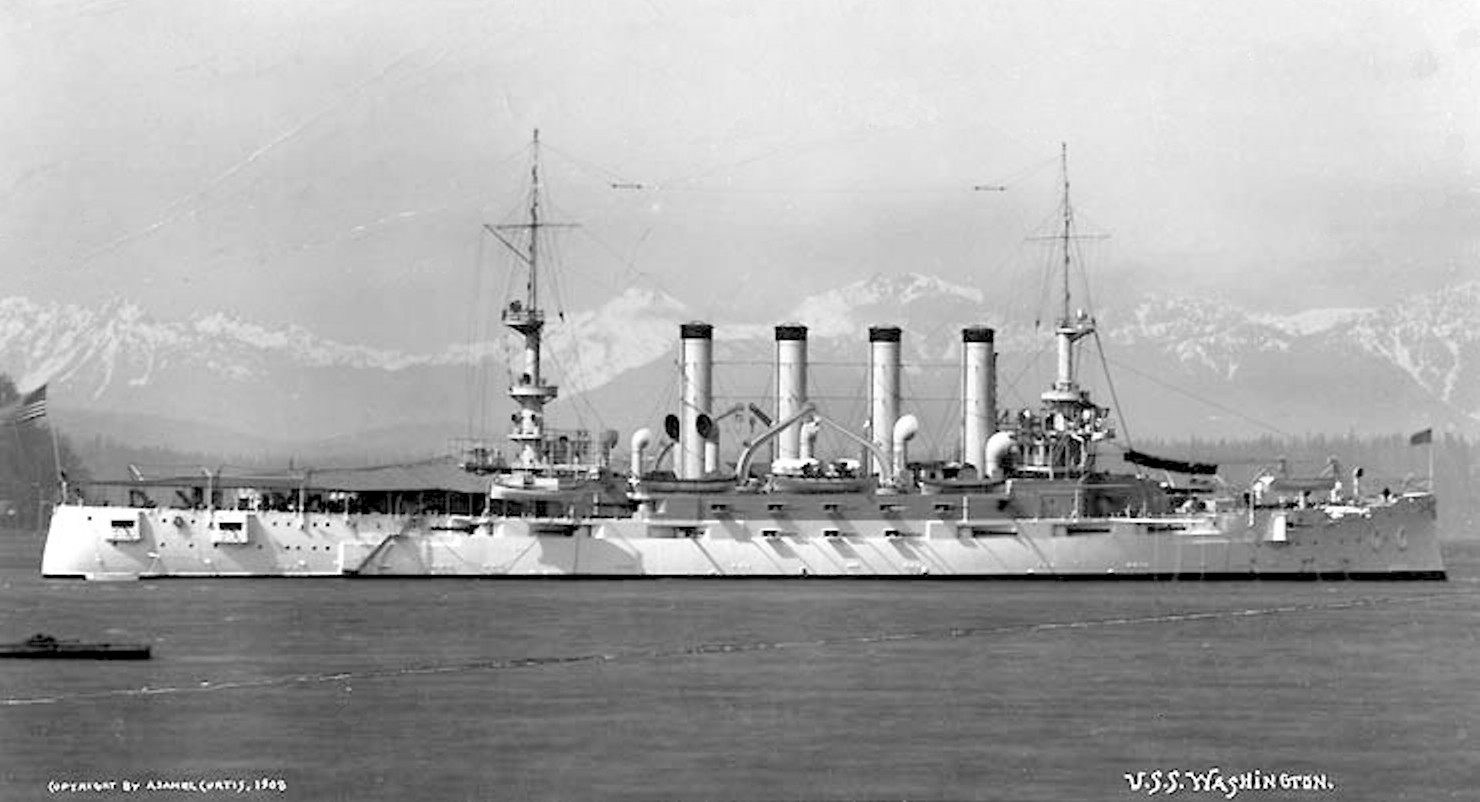
Le croiseur cuirassé USS Washington (ACR-11) de la.

La Cruiser Force, Squadron One, était commandée par le contre-amiral Albert Gleaves
Division One
- Seattle, navire amiral
- North Carolina
- Montana
- Huntington

Division Two
- South Dakota
- Pueblo (en)
- Frederick
- San Diego

Division Three
- Columbia
- Minneapolis
- DeKalb
- Von Steuben

Special Duty
- Niagara
- Dubuque

#### Squadron Two

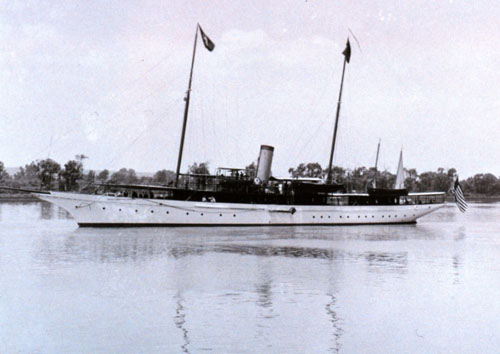
Le yacht USC&GS Isis en 1916 alors navire océanographique du U.S. National Geodetic Survey.

La Cruiser Force, Squadron Two était commandée par le contre-amiral Marbury Johnston
Division Four
- Sialia, navire amiral
- Charleston
- St. Louis
- Rochester
- Olympia

Division Five
- Isis (en)
- Denver (en)
- Galveston (en)
- Cleveland
- Des Moines (en)

Division Six
- Albany
- New Orleans
- Tacoma
- Chattanooga

#### French Navy warships

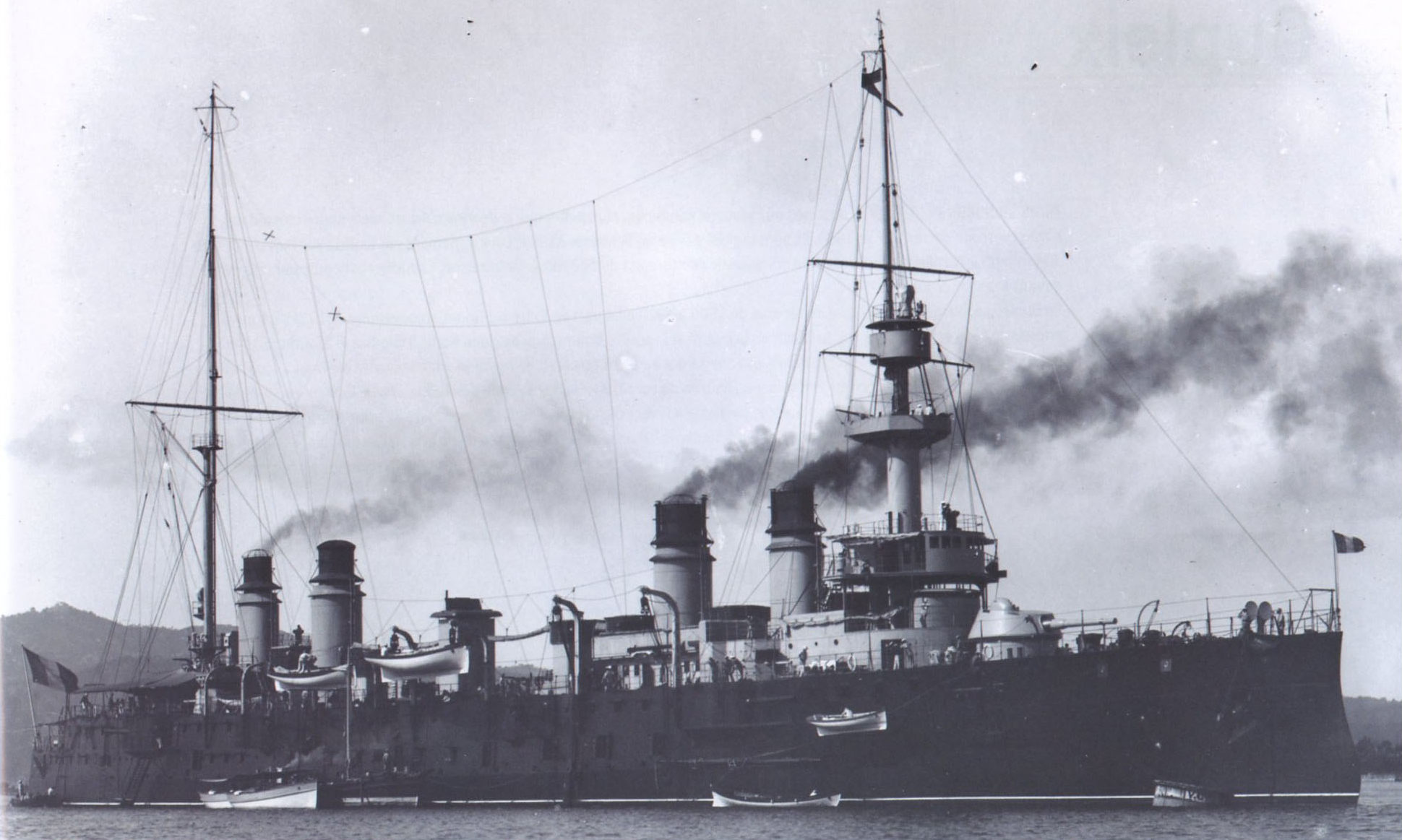
Le Dupetit-Thouars

Les croiseurs de la marine nationale française de la Division Navale de l’Atlantique opérant avec la Cruiser Force était commandée par le contre-amiral français Marie-Gaston Grout
- Gloire, navire amiral
- Marseillaise
- Dupetit-Thouars (coulé par le SM U-62, le 7 août 1918)

### Transport Force

#### New York Division

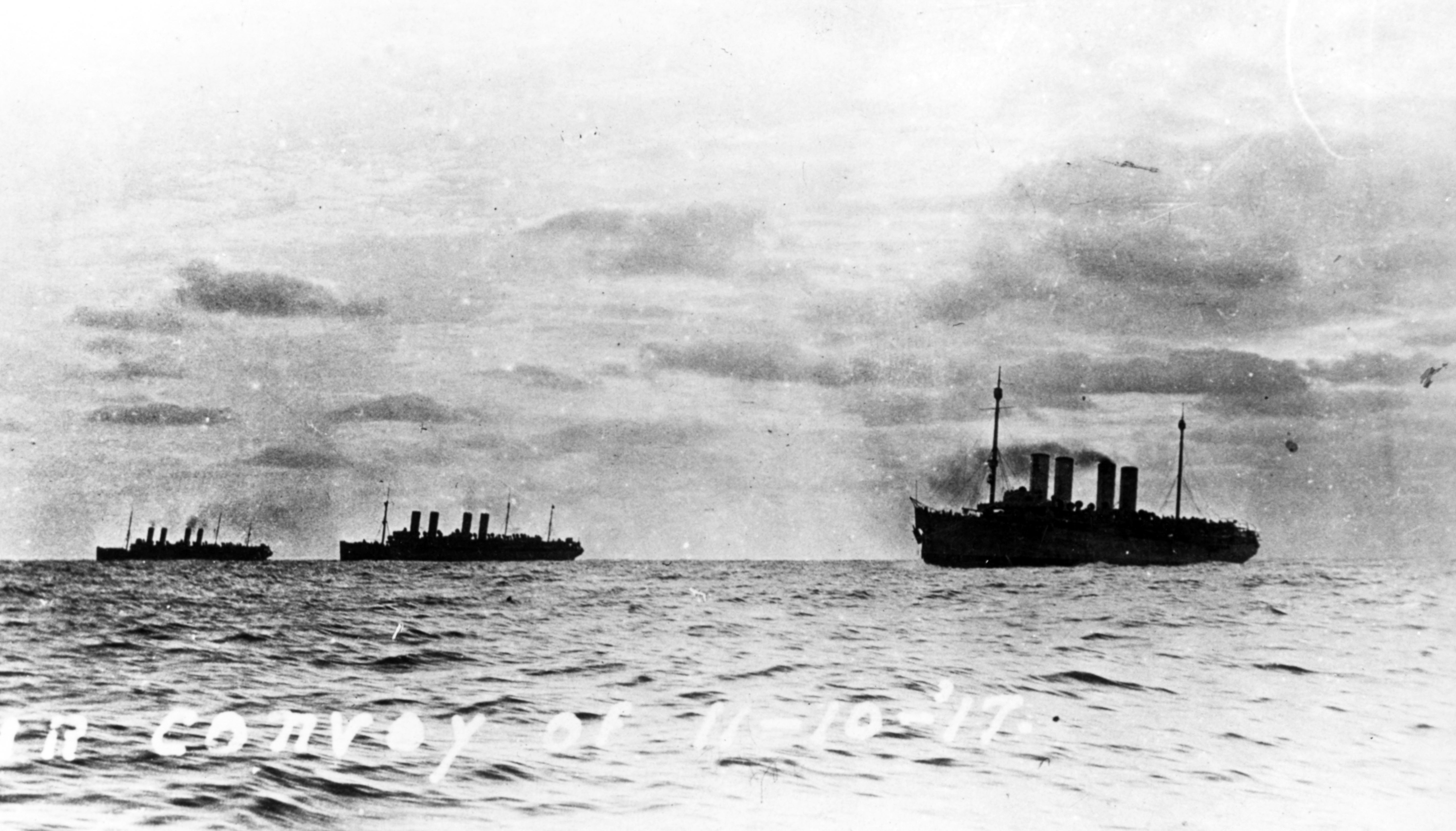
Les paquebots ex-allemands USS Mount Vernon ID-4508, USS Agamemnon ID-3004 et USS Von Steuben ID-3017 dans l'Atlantique Nord le 10 novembre 1917.

La Transport Force, New York Division, était commandée par le contre-amiral Albert Gleaves
- Agamemnon
- America
- Calamares
- Finland
- George Washington
- Great Northern
- Hancock
- Harrisburg
- Henderson
- Kroonland
- Lenape
- Leviathan
- Louisville (en)
- Henry R. Mallory
- Manchuria
- Matsonia
- Maui
- Mongolia
- Mount Vernon
- Northern Pacific
- Orizaba
- Plattsburg (en)
- President Grant (en)
- Princess Matoika
- Rijndam
- Siboney
- Sierra
- Saint Paul
- Wilhelmina

#### Newport News Division
La Transport Force, Newport News Division, était commandée par le contre-amiral Hilary P. Jones
- Aeolus
- Antigone
- Huron
- Madawaska (en)
- Martha Washington
- Mercury
- Pastores
- Pocahontas
- Powhatan
- Susquehanna
- Tenadores
- Zeelandia

#### Foreign vessels
Navires étrangers opérant avec la Transport Force :

Newport News Division
- SS America (Italie)
- SS Caserta (Italie)
- HMT Czar (en) (RU)[7]
- HMT Czaritza (en) (RU)[7]
- SS Dante Alighieri (Italie)
- SS Duca degli Abruzzi (Italie)
- SS Duca d'Aosta (Italie)
- SS France (France)
- HMT Kursk (RU)[7]
- SS Lutetia (France)
- SS Patria (France)
- SS Re d'Italia (Italie)
- SS Sobral (Brésil)